# Adamaoua
 Ikke at forveksle med regionen Adamawa
Adamaoua er en plateau i det vestlige-centralafrika, der strækker sig fra det sydøstlige Nigeria gennem det nordlige centrale Cameroun (Adamawa og Nordlige provinser) til Den Centralafrikanske Republik. Den del af plateauet, der ligger i Nigeria, er mere populært kendt som Gotelbjergene.   
Adamawa-plateauet er kilden til mange vandløb, herunder floden Benue. Den gennemsnitlige højde er omkring 3.300 moh. men højderne kan nå op til 8.700 moh. Området er vigtigt for sine forekomster af bauxit. Vegetationen er for det meste savanne. Den truede tudse Amietophrynus djohongensis findes, så vidt vides, kun vildt i den camerounske del af Adamawa-plateauet.
Plateauet er tyndt befolket, og kvægavl er det primære erhverv i området. Provinsen og plateauet blev opkaldt efter Fulanilederen Modibo Adama,  før sin død i 1848, etablerede et emirat, der omfattede en stor del af området.